# Härved Hellichius
Sven Härved Eugène Hellichius, född den 5 november 1885 i Lund, död där den 26 september 1976, var en svensk jurist.
Hellichius avlade studentexamen i Lund 1906 och juris kandidatexamen vid Lunds universitet 1913. Efter tingstjänstgöring 1913–1915 började han 1916 tjänstgöra i Göta hovrätt, där han blev assessor 1920, fiskal 1923 och hovrättsråd 1928. Hellichius var tillförordnad revisionssekreterare 1924 och häradshövding i Kinnefjärdings, Kinne och Kållands domsaga 1933–1952. Han blev riddare av Nordstjärneorden 1933 och kommendör av andra klassen av samma orden 1947. Hellichius vilar på Norra kyrkogården i Lund.